# Daniel Pereira (calciatore 2000)
Daniel Pereira Gil (Caracas, 14 luglio 2000) è un calciatore venezuelano, centrocampista dell'Austin FC.

## Carriera

### Club
Nato a Caracas, all'età di 5 anni emigra negli Stati Uniti dove gioca a livello collegiale con il Virginia Blue Ridge Star ed i Virginia Tech Hokies.
Il 30 dicembre 2020 sigla un contratto con la MLS per poter essere eletto nei draft del mese seguente; il 21 gennaio 2021 viene selezionato come prima scelta dall'Austin FC, club appena integrato nella massima divisione statunitense.
Debutta fra i professionisti il 18 aprile seguente in occasione dell'incontro di MLS perso 2-0 contro il Los Angeles FC.

### Nazionale
Nel giugno del 2023 viene convocato per la prima volta in nazionale maggiore, con cui esordisce il 15 del mese stesso nell'amichevole vinta 1-0 contro l'Honduras.

## Statistiche

### Presenze e reti nei club
Statistiche aggiornate al 6 ottobre 2024.
| Stagione        | Squadra         | Campionato      | Campionato | Campionato | Coppe nazionali | Coppe nazionali | Coppe nazionali | Coppe continentali | Coppe continentali | Coppe continentali | Altre coppe | Altre coppe | Altre coppe | Totale | Totale |
| Stagione        | Squadra         | Comp            | Pres       | Reti       | Comp            | Pres            | Reti            | Comp               | Pres               | Reti               | Comp        | Pres        | Reti        | Pres   | Reti   |
| --------------- | --------------- | --------------- | ---------- | ---------- | --------------- | --------------- | --------------- | ------------------ | ------------------ | ------------------ | ----------- | ----------- | ----------- | ------ | ------ |
| 2021            | Austin FC       | MLS             | 25         | 0          |                 | -               | -               |                    | -                  | -                  |             | -           | -           | 25     | 0      |
| 2022            | Austin FC       | MLS             | 30+3       | 2+0        | USOC            | 1               | 0               |                    | -                  | -                  |             | -           | -           | 34     | 2      |
| 2023            | Austin FC       | MLS             | 32         | 0          | USOC            | 2               | 0               | CCL                | 1                  | 0                  | LC          | 1           | 0           | 36     | 0      |
| 2024            | Austin FC       | MLS             | 26         | 1          |                 | -               | -               |                    | -                  | -                  | LC          | 3           | 1           | 29     | 2      |
| Totale carriera | Totale carriera | Totale carriera | 116        | 3          |                 | 3               | 0               |                    | 1                  | 0                  |             | 4           | 1           | 124    | 4      |

### Cronologia presenze e reti in nazionale
| Cronologia completa delle presenze e delle reti in nazionale ― Venezuela | Cronologia completa delle presenze e delle reti in nazionale ― Venezuela | Cronologia completa delle presenze e delle reti in nazionale ― Venezuela | Cronologia completa delle presenze e delle reti in nazionale ― Venezuela | Cronologia completa delle presenze e delle reti in nazionale ― Venezuela | Cronologia completa delle presenze e delle reti in nazionale ― Venezuela | Cronologia completa delle presenze e delle reti in nazionale ― Venezuela | Cronologia completa delle presenze e delle reti in nazionale ― Venezuela |
| Data                                                                     | Città                                                                    | In casa                                                                  | Risultato                                                                | Ospiti                                                                   | Competizione                                                             | Reti                                                                     | Note                                                                     |
| ------------------------------------------------------------------------ | ------------------------------------------------------------------------ | ------------------------------------------------------------------------ | ------------------------------------------------------------------------ | ------------------------------------------------------------------------ | ------------------------------------------------------------------------ | ------------------------------------------------------------------------ | ------------------------------------------------------------------------ |
| 15-6-2023                                                                | Washington                                                               | Venezuela                                                                | 1 – 0                                                                    | Honduras                                                                 | Amichevole                                                               | -                                                                        | 46’                                                                      |
| 18-6-2023                                                                | East Hartford                                                            | Venezuela                                                                | 1 – 0                                                                    | Guatemala                                                                | Amichevole                                                               | -                                                                        | 60’                                                                      |
| 11-12-2023                                                               | Fort Lauderdale                                                          | Colombia                                                                 | 1 – 0                                                                    | Venezuela                                                                | Amichevole                                                               | -                                                                        |                                                                          |
| 21-3-2024                                                                | Fort Lauderdale                                                          | Venezuela                                                                | 1 – 2                                                                    | Italia                                                                   | Amichevole                                                               | -                                                                        | 62’                                                                      |
| 24-3-2024                                                                | Houston                                                                  | Guatemala                                                                | 0 – 0                                                                    | Venezuela                                                                | Amichevole                                                               | -                                                                        |                                                                          |
| 5-9-2024                                                                 | El Alto                                                                  | Bolivia                                                                  | 4 – 0                                                                    | Venezuela                                                                | Qual. Mondiali 2026                                                      | -                                                                        | 58’                                                                      |
| 18-1-2025                                                                | Fort Lauderdale                                                          | Stati Uniti                                                              | 3 – 1                                                                    | Venezuela                                                                | Amichevole                                                               | -                                                                        | 46’                                                                      |
| Totale                                                                   |                                                                          | Presenze                                                                 | 7                                                                        |                                                                          | Reti                                                                     | 0                                                                        |                                                                          |